# Supercoppa UEFA 1990
La Supercoppa UEFA 1990 fu la quindicesima edizione della Supercoppa UEFA.
Si è svolta il 10 ottobre e il 29 novembre 1990 in gara di andata e ritorno tra le squadre italiane del Milan, vincitore della Coppa dei Campioni 1989-1990, e della Sampdoria, vincitrice della Coppa delle Coppe 1989-1990. Si è trattata della prima finale tra due club della stessa federazione, e di conseguenza prima tra due club italiani. 
A conquistare il titolo fu il Milan con pareggio all'andata a Genova per 1-1 e vittoria nella gara di ritorno a Bologna per 2-0. I rossoneri divennero così la prima squadra a vincere consecutivamente due edizioni ufficiali della manifestazione.

## Partecipanti
| Squadre   | Qualificazione                                | Partecipazioni precedenti (il grassetto indica la vittoria) |
| --------- | --------------------------------------------- | ----------------------------------------------------------- |
| Milan     | Vincitrice della Coppa dei Campioni 1989-1990 | 2 (1973, 1989)                                              |
| Sampdoria | Vincitrice della Coppa delle Coppe 1989-1990  | Nessuna                                                     |

## Tabellini

### Andata
| Arbitro: | José Rosa dos Santos |

|                   |           |           |
| Michajličenko 31’ | Marcatori | 39’ Evani |

| Sampdoria | Milan |

| Sampdoria (4-4-2) |    |                       |             |
|                   |    |                       |             |
| P                 | 1  | Gianluca Pagliuca     |             |
| D                 | 2  | Moreno Mannini        |             |
| D                 | 3  | Giovanni Invernizzi   | Ammonizione |
| C                 | 4  | Fausto Pari           |             |
| D                 | 5  | Marco Lanna           |             |
| D                 | 6  | Luca Pellegrini (c)   |             |
| C                 | 7  | Oleksij Mychajlyčenko |             |
| C                 | 8  | Attilio Lombardo      |             |
| A                 | 9  | Marco Branca          |             |
| A                 | 10 | Roberto Mancini       | Ammonizione |
| C                 | 11 | Giuseppe Dossena      |             |
| A disposizione:   |    |                       |             |
| P                 | 12 | Giulio Nuciari        |             |
| D                 | 13 | Giovanni Dall'Igna    |             |
| A                 | 14 | Umberto Calcagno      |             |
| C                 | 15 | Toninho Cerezo        |             |
| Allenatore:       |    |                       |             |
| Vujadin Boškov    |    |                       |             |

| Milan (4-4-2)   |    |                       |             |     |
|                 |    |                       |             |     |
| P               | 1  | Andrea Pazzagli       |             |     |
| D               | 2  | Mauro Tassotti        |             |     |
| D               | 3  | Alessandro Costacurta |             |     |
| C               | 4  | Gianluca Gaudenzi     |             |     |
| D               | 5  | Filippo Galli         |             |     |
| D               | 6  | Franco Baresi (c)     |             |     |
| C               | 7  | Roberto Donadoni      |             | 59’ |
| C               | 8  | Carlo Ancelotti       |             |     |
| A               | 9  | Daniele Massaro       | Ammonizione |     |
| A               | 10 | Ruud Gullit           |             |     |
| C               | 11 | Alberico Evani        |             | 70’ |
| A disposizione: |    |                       |             |     |
| P               | 12 | Sebastiano Rossi      |             |     |
| D               | 13 | Stefano Nava          |             |     |
| C               | 14 | Frank Rijkaard        |             | 59’ |
| C               | 15 | Giovanni Stroppa      |             | 70’ |
| A               | 16 | Massimo Agostini      |             |     |
| Allenatore:     |    |                       |             |     |
| Arrigo Sacchi   |    |                       |             |     |

### Ritorno
| Arbitro: | Zoran Petrović |

|                         |           |  |
| Gullit 44’ Rijkaard 76’ | Marcatori |  |

| Milan | Sampdoria |

| Milan (4-4-2)   |    |                       |  |     |
|                 |    |                       |  |     |
| P               | 1  | Andrea Pazzagli       |  |     |
| D               | 2  | Mauro Tassotti        |  |     |
| D               | 3  | Paolo Maldini         |  |     |
| C               | 4  | Angelo Carbone        |  |     |
| D               | 5  | Alessandro Costacurta |  | 82’ |
| D               | 6  | Franco Baresi (c)     |  |     |
| C               | 7  | Carlo Ancelotti       |  |     |
| C               | 8  | Frank Rijkaard        |  |     |
| A               | 9  | Massimo Agostini      |  |     |
| A               | 10 | Ruud Gullit           |  | 75’ |
| C               | 11 | Alberico Evani        |  |     |
| A disposizione: |    |                       |  |     |
| P               | 12 | Sebastiano Rossi      |  |     |
| D               | 13 | Filippo Galli         |  | 82’ |
| C               | 14 | Gianluca Gaudenzi     |  |     |
| C               | 15 | Giovanni Stroppa      |  |     |
| C               | 16 | Roberto Donadoni      |  | 75’ |
| Allenatore:     |    |                       |  |     |
| Arrigo Sacchi   |    |                       |  |     |

| Sampdoria (4-4-2) |    |                       |  |     |
|                   |    |                       |  |     |
| P                 | 1  | Gianluca Pagliuca     |  |     |
| D                 | 2  | Marco Lanna           |  |     |
| D                 | 3  | Ivano Bonetti         |  |     |
| C                 | 4  | Fausto Pari           |  |     |
| D                 | 5  | Pietro Vierchowod     |  |     |
| D                 | 6  | Luca Pellegrini (c)   |  |     |
| C                 | 7  | Oleksij Mychajlyčenko |  | 72’ |
| C                 | 8  | Srečko Katanec        |  | 87’ |
| A                 | 9  | Gianluca Vialli       |  |     |
| A                 | 10 | Roberto Mancini       |  |     |
| C                 | 11 | Attilio Lombardo      |  |     |
| A disposizione:   |    |                       |  |     |
| P                 | 12 | Giulio Nuciari        |  |     |
| C                 | 13 | Giuseppe Dossena      |  | 72’ |
| D                 | 14 | Giovanni Invernizzi   |  |     |
| A                 | 15 | Umberto Calcagno      |  |     |
| A                 | 16 | Marco Branca          |  | 87’ |
| Allenatore:       |    |                       |  |     |
| Vujadin Boškov    |    |                       |  |     |